# Alicia Magaz
Pour les articles homonymes, voir Magaz.
Alicia Magaz Medrano née le 24 mai 1994, est une joueuse de hockey sur gazon espagnole. Elle évolue au poste d'attaquante au Mannheimer HC, en Allemagne et avec l'équipe nationale espagnole.
Elle a participé aux Jeux olympiques d'été de 2016 et 2020.

## Carrière

### Coupe du monde
- : 2018

### Jeux olympiques
- Top 8 : 2016, 2020